# Panzeria flavovillosa
Panzeria flavovillosa är en tvåvingeart som först beskrevs av Zimin 1960.  Panzeria flavovillosa ingår i släktet Panzeria och familjen parasitflugor. Inga underarter finns listade i Catalogue of Life.